# Outasight
Outasight, egentligen Richard Andrew, är en amerikansk sångare och rappare. I oktober 2009 skrev han på för Warner Bros. Records. 
Hans låt Tonight Is the Night spelades i den nya Pepsireklamen, "Who's Next".